# 박진규의 뉴스多
《박진규의 뉴스多》는 대한민국에서 평일 오후 5시 10분에 텔레비전으로 방송하는 JTBC의 주중 저녁 뉴스 프로그램이다.